# Gordon Towers
Thomas Gordon Towers, AOE (* 5. Juli 1919 in Red Deer, Alberta; † 8. Juni 1999 ebenda) war ein kanadischer Politiker. Er war von 1991 bis 1996 Vizegouverneur der Provinz Alberta.

## Biografie
Nachdem Towers seine Schullaufbahn abgeschlossen hatte, ließ er sich zum Landwirt ausbilden. Er heiratete am 27. Dezember 1940 Doris R. Nicholson, mit der er fünf Kinder hatte. Zwischen 1956 und 1957 war Towers als Vorsitzender der River Glen Home and School Association tätig, in den 1960er Jahren übernahm er drei weitere Präsidentschaften kanadischer Organisationen. 
Sowohl 1963 als auch 1965 kandidierte Towers erfolglos für den Unterhaus-Wahlbezirk seiner Heimatstadt. Bei der Unterhauswahl 1972 setzte er sich jedoch durch und gewann diesen Sitz für die Progressiv-konservative Partei. 1974, 1979, 1980 und 1984 wurde er wiedergewählt. Während seiner Zeit als Abgeordneter gehörte er verschiedenen Kommissionen an.
1989 wurde Towers von der Handelskammer seiner Heimatstadt zum Bürger des Jahres ausgerufen. Generalgouverneur Ray Hnatyshyn ernannte ihn am 11. März 1991 zum Vizegouverneur der Provinz Alberta. Towers übte dieses Amt bis zum 17. April 1996 aus. Er starb am 8. Juni 1999 in Red Deer und wurde auf dem örtlichen Friedhof begraben. 